# 신영와코루
신영와코루(新榮wacoal, Shinyoungwacoal Inc.)는 대한민국의 여성 속옷류 전문 업체이다. 대표 브랜드로는 비너스, 와코루, 아르보, 자스민, 솔브, 오르화, 올리엔, 트레노, 아네타, 마더피아, 리맘마 등이 있다.
백화점만을 집계할 때, 2014년 현재 대한민국의 여성 내의류 시장에서 약 46%의 점유율을 보이고 있다. 매출 구성은 여성 내의류 95%, 임대 수익 3.5%가량 및 기타로 구성된다. 매출액은 매분기 400억원대이며, 순이익은 크지는 않으나 대체로 20억원대의 흑자가 나고 있다.
동종의 경쟁 업체로는 비비안이 있는데, 두 회사 모두 주식 거래가 거의 없을 정도로 거래량이 적어 증시에서 외면받고 있다는 평을 듣고 있다.

## 연혁
- 1954년: 신영염직공업사를 설립(본사 서울특별시 마포구 신수동), 최초의 브랜드 "비너스" 출시
- 1956년: 사명을 "신영염직공업사"에서 "신영사"로 변경
- 1965년: 파워넷을 개발, 생산
- 1968년: 사명을 "신영사"에서 "신영섬유주식회사"로 변경
- 1970년: 일본 와코루와의 합작으로 "한국와코루주식회사"를 설립
- 1972년 11월: 사당동 공장 신설 가동
- 1974년 12월: 구로1공장 편직공장 가동
- 1976년 12월: 기업공개, 주식상장
- 1977년: 스타킹 생산공장 가동
- 1979년 4월: 구로2공장 신설가동
- 1979년 11월: 상호를 신영으로 변경
- 1980년: 일본 와코루사와의 기술협력 제휴
- 1984년: 프랑스 블란서 르자비와의 기술협력 제휴
- 1985년: 쉘브라 최초 개발, 구로3공장 신설가동
- 1985년 11월: 프랑스 블란서 르자비와 제휴로 골든르자비 출시
- 1987년: 홍원문화재단 설립
- 1988년 3월: 메모리브라 개발 및 상표등록
- 1988년 11월: 레이스 개발 및 수급을 위한 주식회사 운수레-스 설립(일본 다케다레-스와의 합자)
- 1989년 7월: 한국와코루 자회사인 신영스타킹주식회사 설립
- 1989년 9월: 현직 및 원단생산부문이 분사(신영섬유주식회사 설립)
- 1990년: 서울특별시 마포구 신수동에서 금천구 가산동으로 본사 이전
- 1993년: 유상증자 실시(일본 와코루 지분참여)
- 1994년: 한국와코루를 "신영와코루"로 사명을 변경
- 1995년: 신영와코루 자회사인 홍원기획 설립
- 1997년: 신영와코루 천안공장 가동
- 1999년: 제1회 한국능률협회 브랜드파워 1위 수상
- 2000년: 제1회 한국능률협회 고객만족도 1위 수상
- 2002년: 구로3공장 전자동화 신물류센터 가동
- 2003년: CRM 시스템 도입
- 2004년 9월: SDF 설립
- 2004년 10월: 창립 50주년 기념 "전국 대학생 이너웨어 디자인 공모대회 개최"
- 2006년 4월: 인터넷쇼핑몰 "비너스이숍"(venus-eshop) 오픈
- 2010년 5월: 신영와코루 CI 변경
- 2010년 5월: 비너스 상표 및 BI 변경

## 브랜드
- 비너스 (Venus, 메인 브랜드로, 창립 당시 최초로 선보인 브랜드)
- 슈비너스 (Chou Venus)
- 와코루 (Wacoal, 일본 와코루사로부터 도입한 브랜드)
- 오르화 (Orlfa)
- 올리엔 (Olien)
- 아르보 (Art Beau)
- 자스민 (Jasmin)
- 솔브 (Solb, 20대 전후를 대상으로 하는 브랜드)
- 마더피아 (Motherpia)
- 아네타 (Aneta)

## CM송
1970년대부터 지금까지 방영한 광고중에 CM송인 '사랑의 비너스~'를 대표적인 광고로 사용된다.

## 같이 보기
- 와코루